# 2の平方根

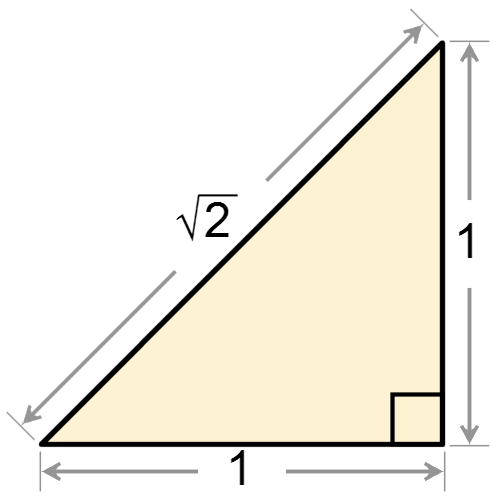
2 の正の平方根 は、隣辺の長さが 1 の直角二等辺三角形の斜辺の長さである。

2 の平方根（にのへいほうこん、英: square root of two）とは、平方して 2 になる無理数のことである。すなわち、
{\displaystyle r^{2}=r\times r=2}
を満たす実数 r のことである。

## 概説
2の平方根は、後述するように無理数である。2 の平方根は、人類の歴史において極めて初期の段階で発見されており、おそらく最初に知られた無理数であると考えられている。幾何学的には、1辺の長さが 1 の正方形の対角線の長さに相当する。
2 の平方根には正負の 2 つがある。その内正である方を
{\displaystyle {\sqrt {2}}}
と書き、「ルート 2」と読む。またこのとき、負の平方根は
{\displaystyle -{\sqrt {2}}}
と書き表すことができる。
{\displaystyle {\sqrt {2}}} は無理数であるから、その小数部分は循環しない。{\displaystyle {\sqrt {2}}} の小数点以下 98 桁までは以下の通りである。
{\displaystyle {\sqrt {2}}} = 1.414213 562373 095048 801688 724209 698078 569671 875376 948073 176679 737990 732478 462107 038850 387534 327641 57…
上記の最初の数桁を、語呂合わせで「一夜一夜に人見頃（ひと よ ひと よ に ひと み ご ろ）」などと覚える記憶法がしばしば用いられている。

## 性質
- {\displaystyle {\sqrt {2}}} は代数的整数である。{\displaystyle {\sqrt {2}}} の有理数体 {\displaystyle \mathbb {Q} } 上の既約多項式は x2 − 2 である。
- {\displaystyle {\sqrt {2}}} の近似値として 99/70 (= 1.41428571…) が挙げられる。
  - 分母・分子が2桁以内のものではこれが {\displaystyle {\sqrt {2}}} に最も近い[2]。
- {\displaystyle {\sqrt {2}}} の連分数展開は

{\displaystyle {\sqrt {2}}=1+{\cfrac {1}{2+{\cfrac {1}{2+{\cfrac {1}{2+{\cfrac {1}{2+{\cfrac {1}{2+{\cfrac {1}{2+{\cfrac {1}{\ddots }}}}}}}}}}}}}}}
となる。これはしばしば [1; 2, 2, 2,...] と表記される。連分数展開を途中で打ち切ることで、{\displaystyle {\sqrt {2}}} の近似値を計算することができる。
| 計算回数 | 近似値   | 誤差 (%)   | 計算回数 | 近似値           | 誤差 (%)   |
| -------- | -------- | ---------- | -------- | ---------------- | ---------- |
| 0        | 1        | −30        | 7        | 1.414 216        | 1.50×10−4  |
| 1        | 1.5      | 6.1        | 8        | 1.414 213 2      | −2.58×10−5 |
| 2        | 1.4      | −1.0       | 9        | 1.414 213 6      | 4.42×10−6  |
| 3        | 1.42     | 0.17       | 10       | 1.414 213 55     | −7.59×10−7 |
| 4        | 1.413 8  | −0.03      | 11       | 1.414 213 564    | 1.30×10−7  |
| 5        | 1.414 29 | 5.10×10−3  | 12       | 1.414 213 562 1  | −2.23×10−8 |
| 6        | 1.414 20 | −8.75×10−4 | 13       | 1.414 213 562 43 | 3.83×10−9  |

## 歴史
バビロニアの粘土板 YBC 7289（紀元前2000 - 1650年頃）に、2 の平方根の近似が六十進法で 4 桁の精度で与えられている。
{\displaystyle 1+{\frac {24}{60}}+{\frac {51}{60^{2}}}+{\frac {10}{60^{3}}}=1.41421{\overline {296}}}
これは十進法では 6 桁の近似精度である。古い時代のうちで精度の高い近似としてほかに、古代インドの数学者によるものが知られており、シュルバ・スートラ（紀元前800 - 200年頃）では、2 の平方根が「基準の長さ (= 1) からその三分の一だけ増やし、さらにこの三分の一のそのまた四分の一から、この四分の一の三十四分の一だけ取り去ったものを加える 」として与えられている。これはつまり、
{\displaystyle 1+{\frac {1}{3}}+{\frac {1}{3\cdot 4}}-{\frac {1}{3\cdot 4\cdot 34}}={\frac {577}{408}}\approx 1.414215686}
を与えていることになる。
無理数はピタゴラス教団のメタポンタムのヒッパソスによって発見されたとされている。通説では、ヒッパソスが無理数を発見したのは 2 の平方根を分数として表そうと試みていたときであり、彼は 2 の平方根の無理性の（おそらく幾何学的な）証明を与えたといわれている。ところがピタゴラスは（有理）数の絶対性を信じていたため無理数の存在を受け入れることができなかった。ピタゴラスたちはこのような数を｢アロゴン(Alogon，口にできない)｣とよんで研究対象から除外し，そのことを教団外の人たちには秘密にしていたといわれている。ピタゴラスは論理的に無理数の非存在を示すことはできなかったが、その信念から無理数の存在を受け入れることができず、ヒッパソスを溺死の刑に処したとされている。

## 無理数であることの証明

### 有理根定理を用いた方法
{\displaystyle {\sqrt {2}}} の有理数体 {\displaystyle \mathbb {Q} } 上の既約多項式 P(x) = x2 − 2 を用いる。P(x) は有理根をもつと仮定する。それを x = p/q（p, q を互いに素な整数）と表すと、有理根定理より、p は定数項 −2 の約数、q は最高次係数 1 の約数である。ゆえに P(x) の根 {\displaystyle {\sqrt {2}}} は整数または無理数である。2 は平方数でないから、{\displaystyle {\sqrt {2}}} は整数ではない。ゆえに、{\displaystyle {\sqrt {2}}} は無理数である。■
この証明は {\displaystyle {\sqrt {2}}} に限らず一般化して、平方数でない自然数の平方根の無理性を示すことにも使える。

### 背理法
背理法（無限降下法）を用いた証明を以下に示す。
{\displaystyle {\sqrt {2}}} が有理数であると仮定すると、{\displaystyle {\sqrt {2}}} は既約分数で表すことができる。すなわち、互いに素である（公約数を 1 以外に持たない）整数 M, N を用いて
と表せる。(1) の両辺を2乗し分母を払うと
(2) から M2 は偶数であり、ここから M は偶数であることを示すことができる。したがって M は整数 m を用いて以下のように表すことができる。
(3) を (2) の式に代入して整理すると以下の関係を得る。
(4) より N2 は偶数なので、N も偶数である。以上より、M, N ともに偶数であることが示されたが、これは M, N が互いに素であるという仮定に矛盾する。ゆえに、{\displaystyle {\sqrt {2}}} は無理数であることが示された。■
無限降下法を意識した証明だと、m, n が M, N と同様に偶数であるといえ、(1) の右辺が何回でも 2 で約分できることになり、矛盾となる。

### 素因数分解の一意性を用いた方法
素因数分解の一意性（1 より大きな整数の素因数分解は、素数の積の順序を除いて一意である）ことを利用する。
1. {\displaystyle {\sqrt {2}}} が有理数であると仮定する。{\displaystyle {\sqrt {2}}={\frac {a}{b}}} （a, bは互いに素な整数）と表す。（このような分数を既約分数と呼ぶ）。
2. 2 は平方数でないため、分母 b は 1 ではない。
3. a, b は互いに素なので、b を割り切り a を割り切れない素数 p が存在する。
4. a の平方 a2 の素因数分解は a の素因数をそれぞれ二乗したものになる。
5. 従って素因数の一意性から p2 は a2 を割り切れない。
6. {\displaystyle {\frac {a^{2}}{b^{2}}}} は既約分数であり整数ではない。
7. よって {\displaystyle {\sqrt {2}}} は有理数ではない。

この証明はある整数の k 乗でない整数の k 乗根が無理数である証明に拡張できる。

### 背理法を使わない方法
背理法を用いずに証明することができる。ただし、その構想には、背理法による証明過程における、矛盾の発生した点から論理を始めるという点で、直観的ではなく、きわめて形式的である。
平方数の各素因数の個数は偶数個であることと、素因数分解の一意性を用いる。
任意の自然数 m, n に対して、m2, 2n2 の素因数 2 の個数はそれぞれ偶数、奇数である。
ゆえに、素因数分解の一意性により、m2 ≠ 2n2
∴ {\displaystyle {\sqrt {2}}\neq {\frac {m}{n}}}
m, n の任意性より、√2 は無理数である。■

## 日常生活における2の平方根
1 : {\displaystyle {\sqrt {2}}}（およそ 5 : 7）の比率は用紙サイズ（A3 や A4 など）に採用されている（ISO 216 で標準化されている）他、建物などに使われる。一辺と他辺がこの比となる長方形は、白銀長方形 (silver rectangle)、またはルート長方形と呼ばれる。

白銀長方形（縦 : 横 = 1 : √2）

この比が用紙サイズとして用いられている理由は、用紙を長手方向に半分にしたときに元と相似の形状となるため、大きな用紙を切るだけで規格に適合した小さな用紙が得られるためである。この融通性は実用上非常に都合が良い（用紙の縦、横の長さの値は 74, 105, 148, 210, 297 など公比を √2 とする等比数列としている）。
また、日本建築におけるモジュールの1つとして 2 の平方根が用いられていると考えられる。例として法隆寺の五重塔を上から見た投影平面図における辺（短辺と長辺）の関係が挙げられる。大工道具の指矩（さしがね）の裏面には裏目として角目と呼ばれる目盛（{\displaystyle {\sqrt {2}}} を掛けたもの）が刻まれているものもある。この利用方法として、丸太から最大の方形角材を製材するときの寸法採りに用いられる。方法として丸太の直径を 1.414 倍目盛にて計測し、求めた値の裏面に当たる値が最大方形の 1 辺の長さとなる（直角二等辺三角形での辺長関係 = 1 : 1 : {\displaystyle {\sqrt {2}}}）。

## √2の小数表示の求め方
√2 の小数表示の求め方として、素朴に求めるには、2×100ⁿに近い平方数を探すという方法がある。例えば、200は196(=14²)に近いため10√2=√200≒√196=14より√2≒1.4など。また、2=100/50≒100/49=(10/7)²から√2≒10/7=1.428571...のような2に近い平方数/平方数を探す方法もある。より効率を追究した方法として、開平法がある。これは一般の位取り記数法表示でも可能である。